# Постанова про детронізацію Миколи I

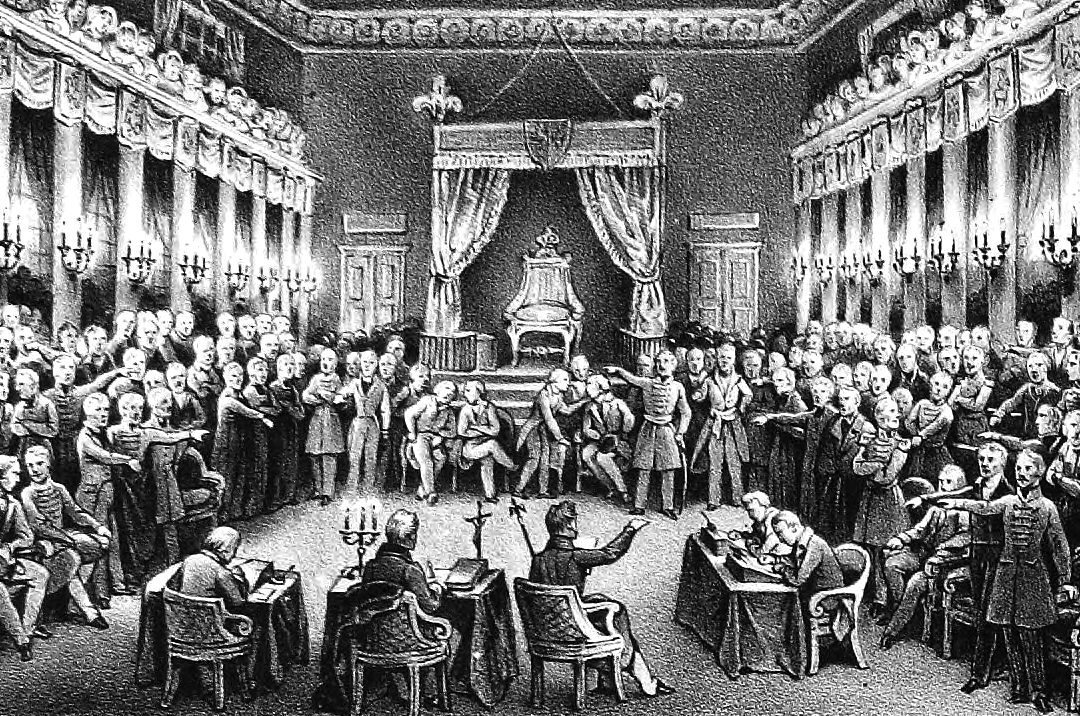
Детронізація Миколи I у Сеймі

Постан́ова про детроніз́ацію Миќоли I — постанова, прийнята 25 січня 1831 року Польським сеймом під час Повстання 1830—1831 років, яка формально позбавила Миколу I прав на трон Королівства Польського.

## Історія
Після маніфестації у Варшаві та невдалої місії проросійського міністра Ксаверія Друцького-Любецького в Санкт-Петербург 25 січня 1831 року польський Сейм прийняв постанову про детронізацію Миколи I.

## Текст постанови

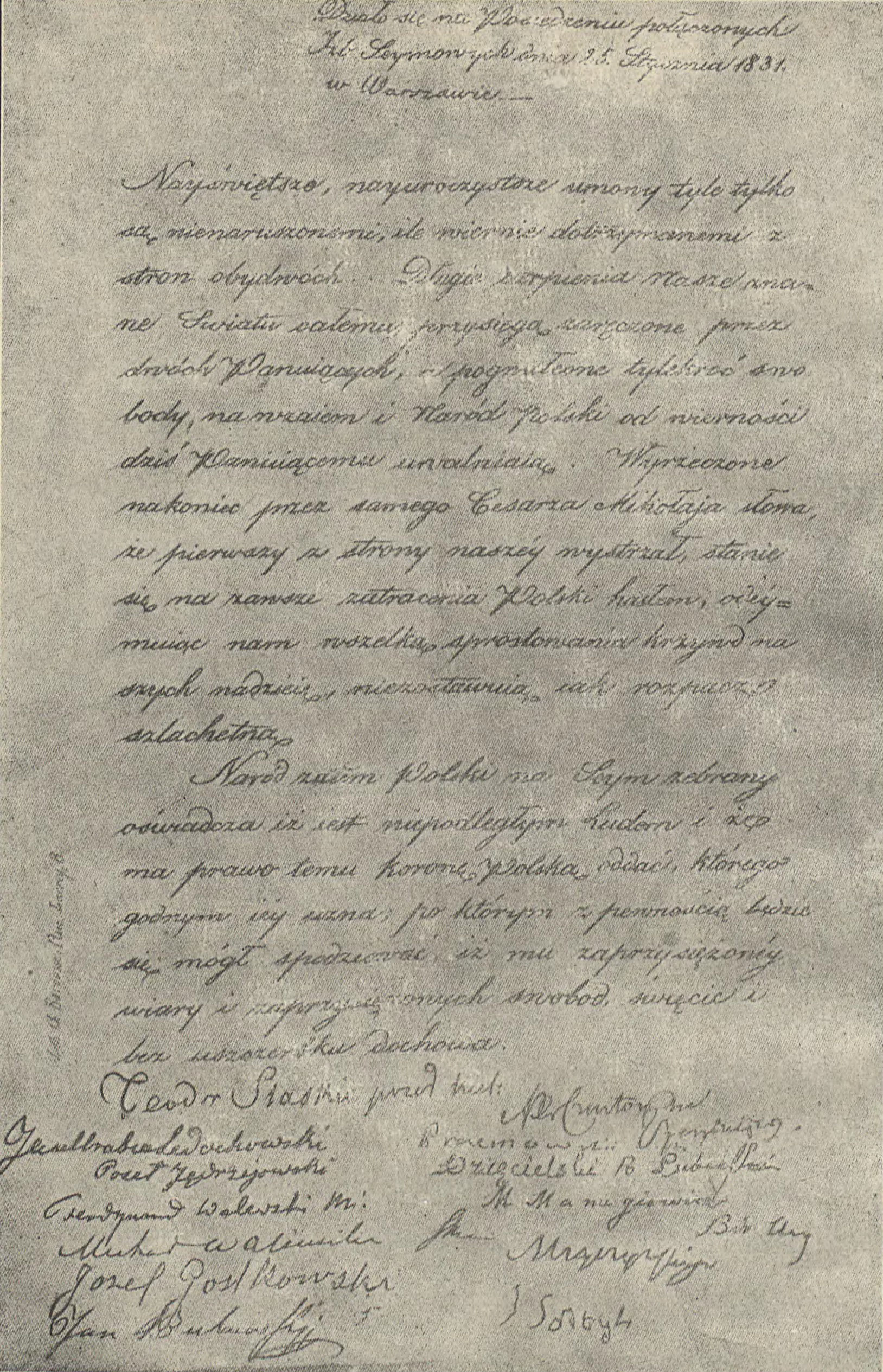
Постанова про детронізація

|  | Найсвятіші та найурочистіші домовленості тоді є непорушними, коли щиро виконуються обидвома сторонами. Усьому світу відоме наше терпіння. Обіцяні під присягою двома володарями та зневажені свободи звільняють обидві сторони та польську націю від вірності. Сказані самим Миколою слова про те, що перший ж постріл з нашого боку завжди буде сигналом для загибелі Польщі, не залишили нам надії на виправлення завданих образ, не залишили нам нічого, окрім благородного горя. Таким чином нація польська, на сеймі зібрана, заявляє: вона є незалежним народом і має право віддати корону польську тому, кого вважатиме гідним її, на кого розраховувати буде, хто, приведений до присяги віри твердо і без шкоди дотримуватимується обіцяних присягою свобод. Оригінальний текст (пол.) Najświętsze i najuroczystsze umowy o tyle są nienaruszalne, o ile wiernie są dotrzymywane przez obie strony. Długie cierpienia nasze znane są całemu światu. Przysięgą poręczone przez dwu panujących, a pogwałcone tylekroć swobody — nawzajem i naród polski od wierności wobec dzisiejszego panującego uwalniają. Wyrzeczone na koniec przez samego Mikołaja słowa, że pierwszy ze strony naszej wystrzał stanie się na zawsze hasłem zatracenia Polski, odejmując nam wszelką nadzieję sprostowania naszych krzywd, nie zostawiają jak rozpacz szlachetną. Naród zatem polski, na sejmie zebrany, oświadcza: iż jest niepodległym ludem i że ma prawo temu koronę polską oddać, którego godnym jej uzna, po którym z pewnością będzie się mógł spodziewać, iż mu zaprzysiężonej wiary i zaprzysiężonych swobód święcie i bez uszczerbku dochowa. |

## Наслідки
29 січня Сейм ухвалив Закон про Національний уряд, надавши йому повноваження здійснювати королівську владу. Це рішення стало важливим кроком у процесі формування політичного керівництва під час Листопадового повстання. Як зазначає історик Стефан Кєневич, значна частина панівного класу, піддаючись хвилі патріотичних настроїв, хоч і не мала щирого бажання до радикальних змін, усе ж була втягнута у боротьбу за незалежність. Їм довелося очолити цей рух, щоб надати йому легітимності та водночас не допустити, аби національно-визвольна боротьба переросла у соціальну революцію. Символічно вважається, що саме з дня ухвалення цього закону й розпочалася польсько-російська війна 1831 року.